# عبدالله الفیحانی
عبدالله الفیحانی (انگلیسی: Abdullah Al-Fayhani؛ زادهٔ ۶ سپتامبر ۱۹۹۱) یک ورزشکار است.